# Roberto García Rodríguez
Roberto Marcos García Rodríguez (Candás, 1967) es un sacerdote y político, actual alcalde del municipio asturiano de Langreo (España) por Izquierda Unida. 

## Trayectoria
Nació en Candás, Asturias. En 1992 se ordenó sacerdote, ejerciendo en varios destinos asturianos como Candás, Ribadesella y Cabrales. En el 2000 fue destinado a una parroquia de Langreo, San Esteban de Ciaño. Durante ocho años, fue profesor de Religión en el colegio de los Dominicos de La Felguera.
En 2013, decidió abandonar el servicio diocesano. Dos años después se casó y ha tenido dos hijos. Comenzó a trabajar en Correos. Se afilió a varios sindicatos, primero USO y más tarde CCOO, pero no a ningún partido político. Partició en la Plataforma por el Hospital de Parapléjicos.
En las elecciones municipales de 2023 se presentó a la alcaldía de Langreo como independiente, liderando la candidatura municipal de Izquierda Unida. Fue la candidatura más votada aunque sin mayoría absoluta. Fue nombrado alcalde en junio de 2023. 
| Predecesor: Carmen Arbesú | Alcalde de Langreo 2023 - | Sucesor: en el cargo |